# رودخانه شور كوده
 نهر مالح كوده  بالفارسية (رودخانه شور گوده)، اسم لنهر في « اقليم گودة» تـتبع لـالبلدة المركزية (بالفارسية: بخش مركزي ) من توابع مدينة بستك وتقع في محافظة هرمزغان في جنوب إيران.
ويبدأ مساره من جبال كوده في محافظة هرمزغان، ثم يتجه شرقاً حتى المصب في البحر الخليج. ويمر مساره بمدن وقرى عديدة. والنهر هو مجرى مائي طبيعي واسع ذو ضفتيين يجرى فيه الماء العذب أو المالح، الناتج عن هطول الأمطار أو المياه النابعة من عيون الأرض أو من مسطحات مائية كالبحيرات.يحدث اشكال الأرض الجيولوجيه.

## وصلات خارجية
- التقسيمات الإدارية لمحافظة هرمزغان